# Горажде

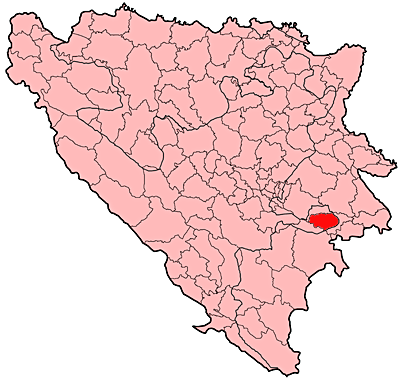
Розташування Горажде на карті країни

Го́ражде (босн. Goražde) — місто в Боснії і Герцеговині з населенням 30 624 мешканці. Розташоване на річці Дрині і є найсхіднішою точкою боснійсько-хорватської федерації в складі держави Боснія і Герцеговина. Відстань до Сараєва, розташованого на північний захід, становить 45 км. Місто на 90 % належить боснійцям.

## Історія
Вперше Горажде було згадано в часовому проміжку з 1379 до 1404 року. З 1423 по 1878 перебувало під владою Османської імперії. З 1878 по 1918 належало Австро-Угорщині. У Боснійській війні, що тривала з 1992 до 1995, за місто точилися тяжкі бої між сербами та боснійцями. У 1993 р. було оголошено захищеною зоною ООН. За підсумками Дейтонської мирної угоди місто було зараховано до боснійсько-хорватської федерації. Відтоді воно являє собою майже анклав, сполучений з рештою територій федерації тонкою смужкою землі. В економічному відношенні головними галузями в місті є цементна і хімічна промисловість.
Одну з вулиць Горажде названо на честь Джохара Дудаєва.

## Дії українців під час миротворчої місії
У липні 1995 року штаб української роти в н. п. Витковичі в анклаві Горажде було атаковано батальйонами мусульманської бригади ОГ «Горажде» з метою примушення українського підрозділу віддати важку зброю та бронетехніку. Позиції роти обстрілювалися з мінометів, безвідкатних гармат, гранатометів, важкої та стрілецької зброї. Протягом декількох годин українська рота вела бій проти чисельніших мусульманських підрозділів, в ході бою важкі поранення отримали декілька українських миротворців. Британський батальйон, розташований у центрі Горажде, проігнорував напад на український підрозділ та не надав будь-якої підтримки українським військовим.